# Масеру (район)
Масеру (сесото Maseru) — один з 10 районів Лесото. Адміністративний центр — Масеру, яка ще одночасно слугує столицею країни.

## Географія
Район Масеру межує на заході з провінцією Фрі-Стейт, ПАР, на півночі з районом Береа, на сході з районом Таба-Цека, на півдні з районом Мохалес-Хук і на південному-заході з районом Мафетенг. Площа району становить 4.279 км².

## Населення
За переписом населення 2004 року у районі Масеру мешкало 500.000 осіб.

## Адміністративний поділ Масеру

### Округи
18 округів
- Абіа
- Коро-Коро
- Ліцабаненг
- Ліцотенг
- Маама
- Маботе
- Мачаче
- Махаленг
- Малецун'яне
- Масуру Сентрал
- Маціенг
- Мотімпосо
- Квеме
- Коалінг
- Роте
- Стейдіум Ереа
- Таба-Босіу
- Таба-Пуцоа

### Місцеві ради
23 місцевих рад
- Абіа
- Лікаланенг
- Лілала
- Ліцабаненг
- Ліцотенг
- Маботе
- Махела
- Махоаране
- Махаленг
- Маколопецане
- Манон'яне
- Месеру Сентрал
- Мазенод
- Мохлакенг
- Мотімпосо
- Н'якособа
- Квілоане
- Квоалінг
- Ратау
- Рібаненг
- Семенконг
- Стейдіум Ереа
- Телле

| Лесото | Це незавершена стаття з географії Лесото. Ви можете допомогти проєкту, виправивши або дописавши її. |

29°30′ пд. ш. 28°00′ сх. д. / 29.500° пд. ш. 28.000° сх. д.